# Ełk (stacja kolejowa)
Ełk – stacja kolejowa przy ulicy Dąbrowskiego 16 w Ełku, w województwie warmińsko-mazurskim, w Polsce. Dawna stacja styczna Ełckiej Kolei Wąskotorowej. Główna stacja węzłowa w mieście.
Ruch kolejowy prowadzony jest z nastawni wyposażonej w komputerowe urządzenia sterowania ruchem kolejowym, w której funkcjonuje jednocześnie Lokalne Centrum Sterowania Ełk.   

## Ruch pasażerski
| Rok  | Wymiana pasażerska na dobę |
| ---- | -------------------------- |
| 2017 | 700-199                    |
| 2022 | 1 300                      |

## Dworzec
Dworzec kolejowy wybudowany został w 1868 roku. W czasie pierwszej i II wojny światowej obiekt ulegał poważnym zniszczeniom. Po wojnach odbudowany, w nieco zmienionej formie. Zewnętrzny wygląd dworca zachował do dziś, z wyjątkiem dachu który został wybudowany płaski, a wcześniejszy dwuspadowy został spalony podczas wkroczeniu Armii Czerwonej do miasta zimą 1945 roku.
W listopadzie 2013 roku rozpoczęła się modernizacja dworca zakończona w lipcu 2014. Odnowiony dworzec swoim wyglądem oraz przywróconym dwuspadowym dachem nawiązuje do pierwotnej architektury obiektu z przełomu XIX i XX wieku. 28 lipca 2014 budynek dworca po modernizacji został oficjalnie oddany do użytku. Koszt inwestycji wyniósł 6,4 mln zł netto i został sfinansowany ze środków własnych PKP i dotacji budżetu państwa.

## Lokomotywownia
Przy stacji w latach 1906–2009 funkcjonowała lokomotywownia, wcześniej parowozownia, która aż do roku 1992 prowadziła w ruchu planowym pociągi trakcją parową. Tutejsza jednostka była drugą po parowozowni Wolsztyn najdłużej eksploatującą w Polsce parowozy. Ostatnim użytkownikiem obiektu był PKP Cargo SA. Zespół parowozowni wpisany jest do rejestru zabytków.

## Galeria

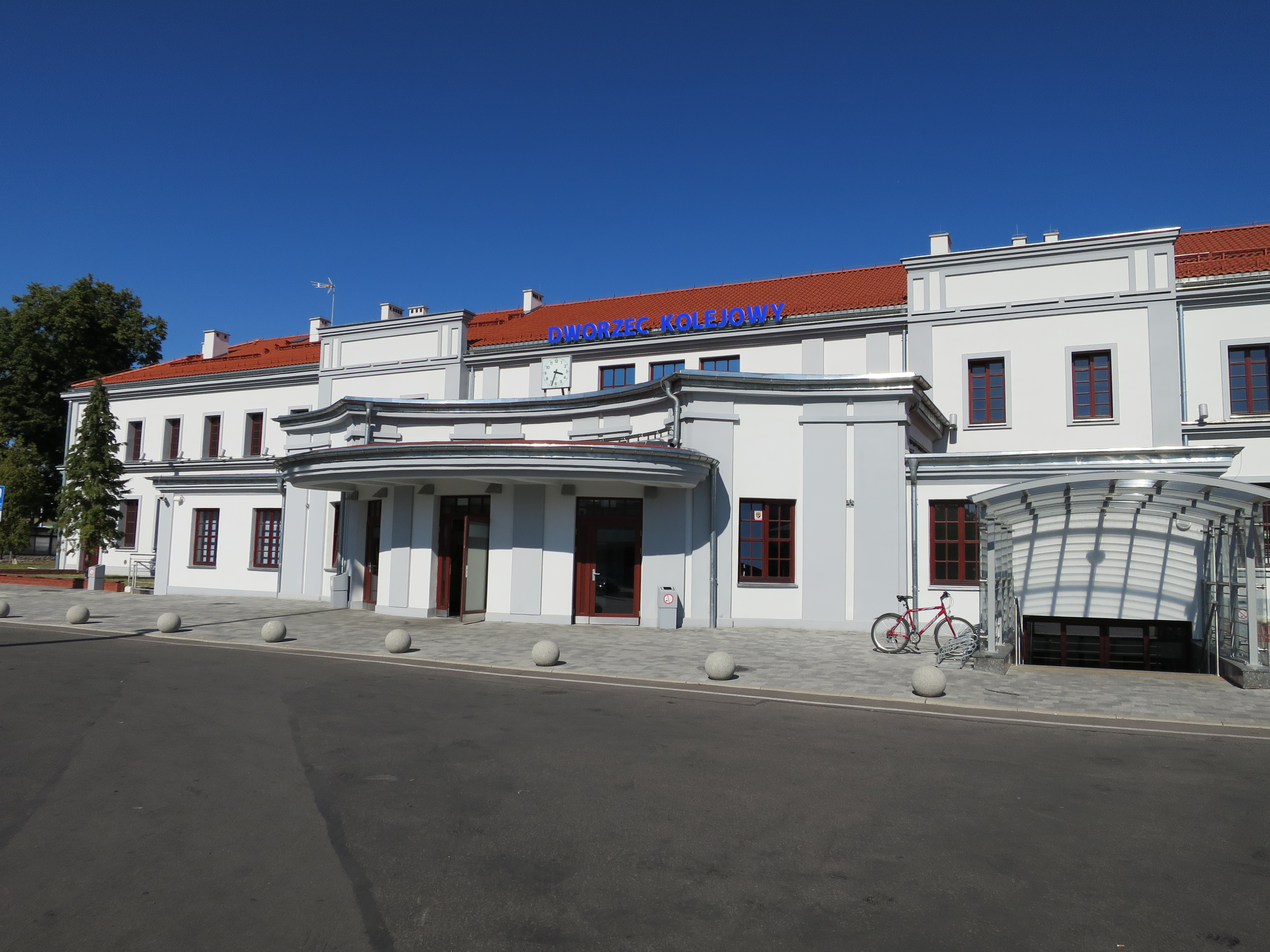
Wejście od strony miasta
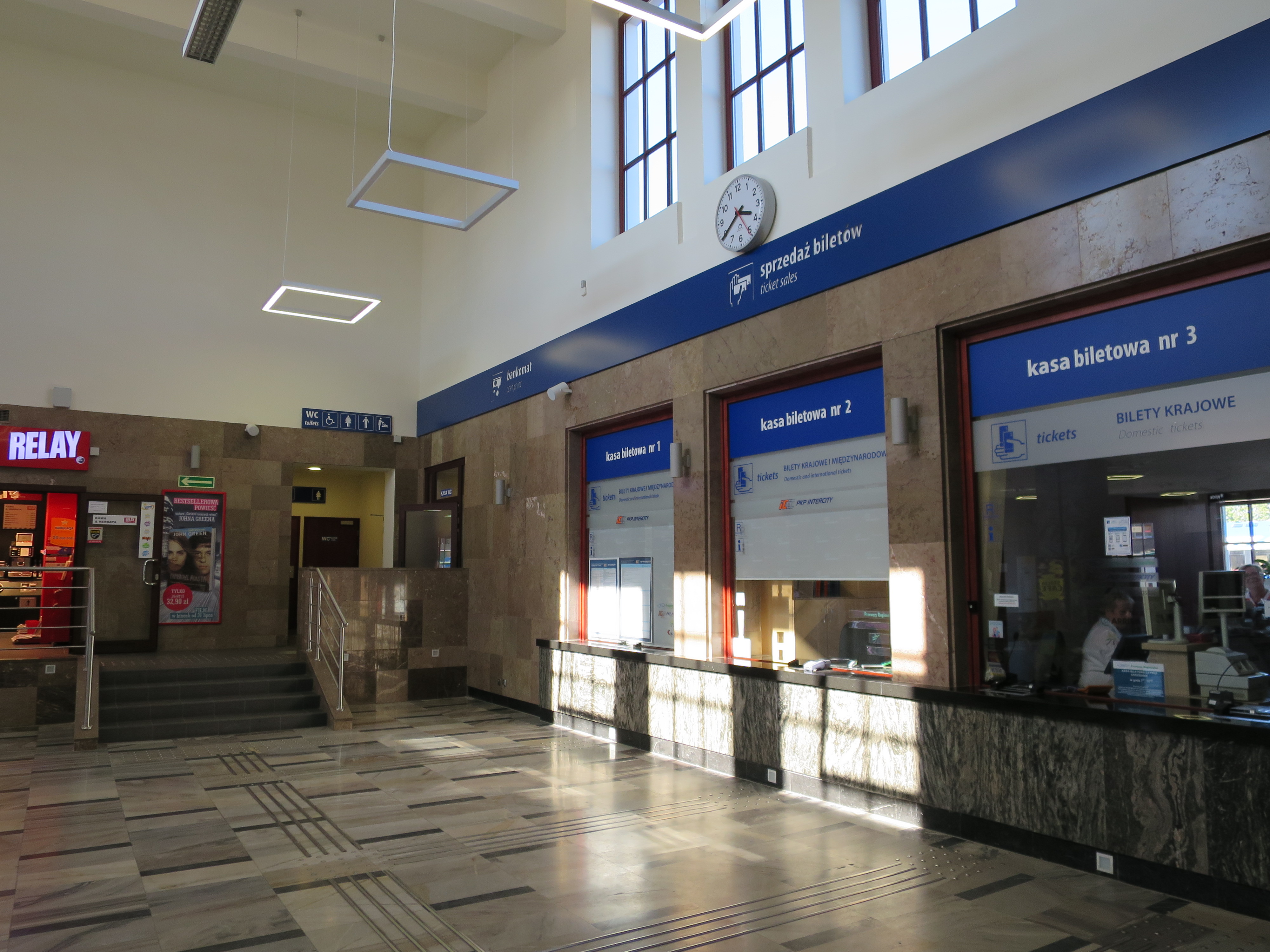
Kasy biletowe
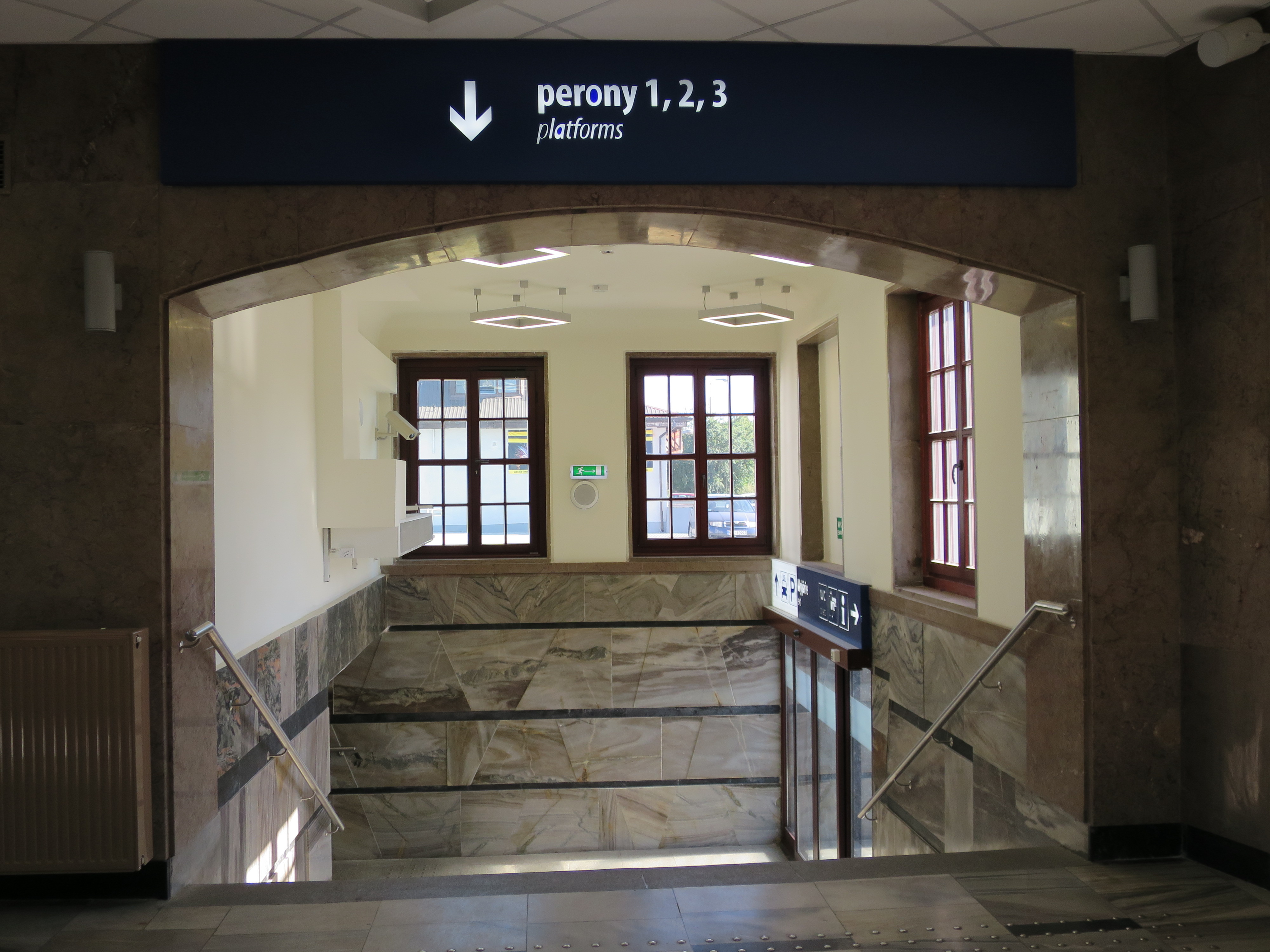
Zejście do tunelu
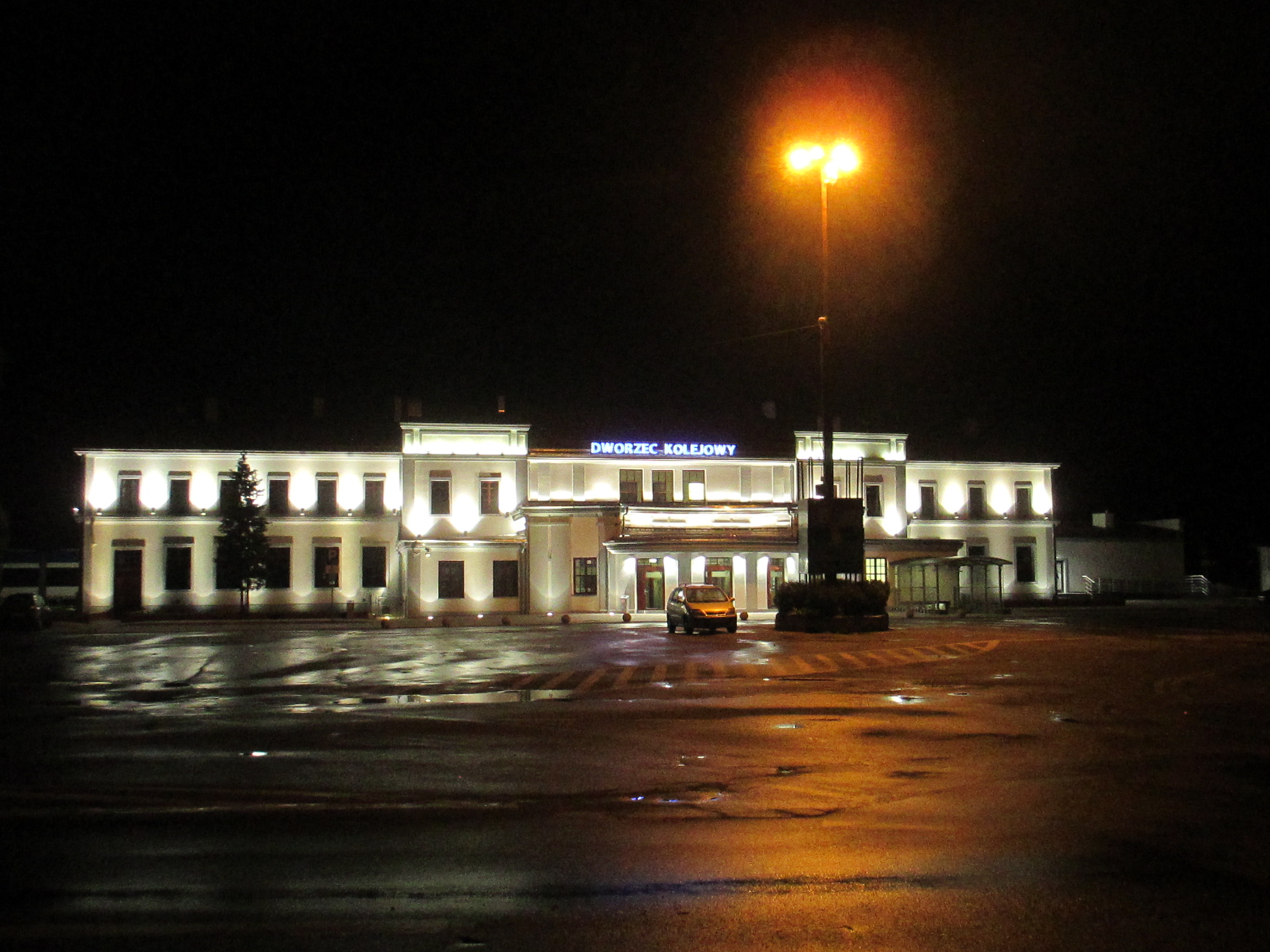
Dworzec kolejowy nocą
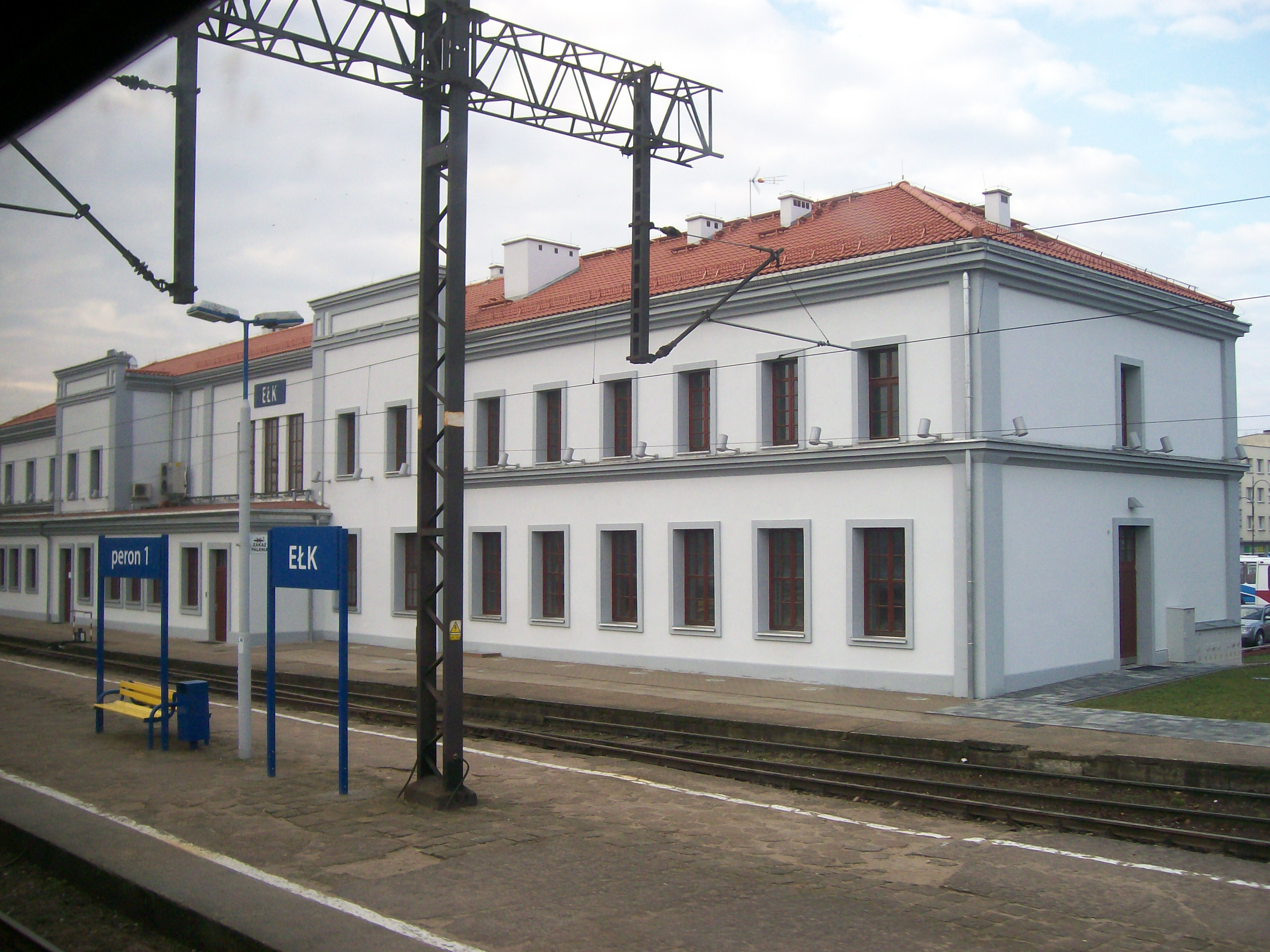
Widok budynku od strony peronów
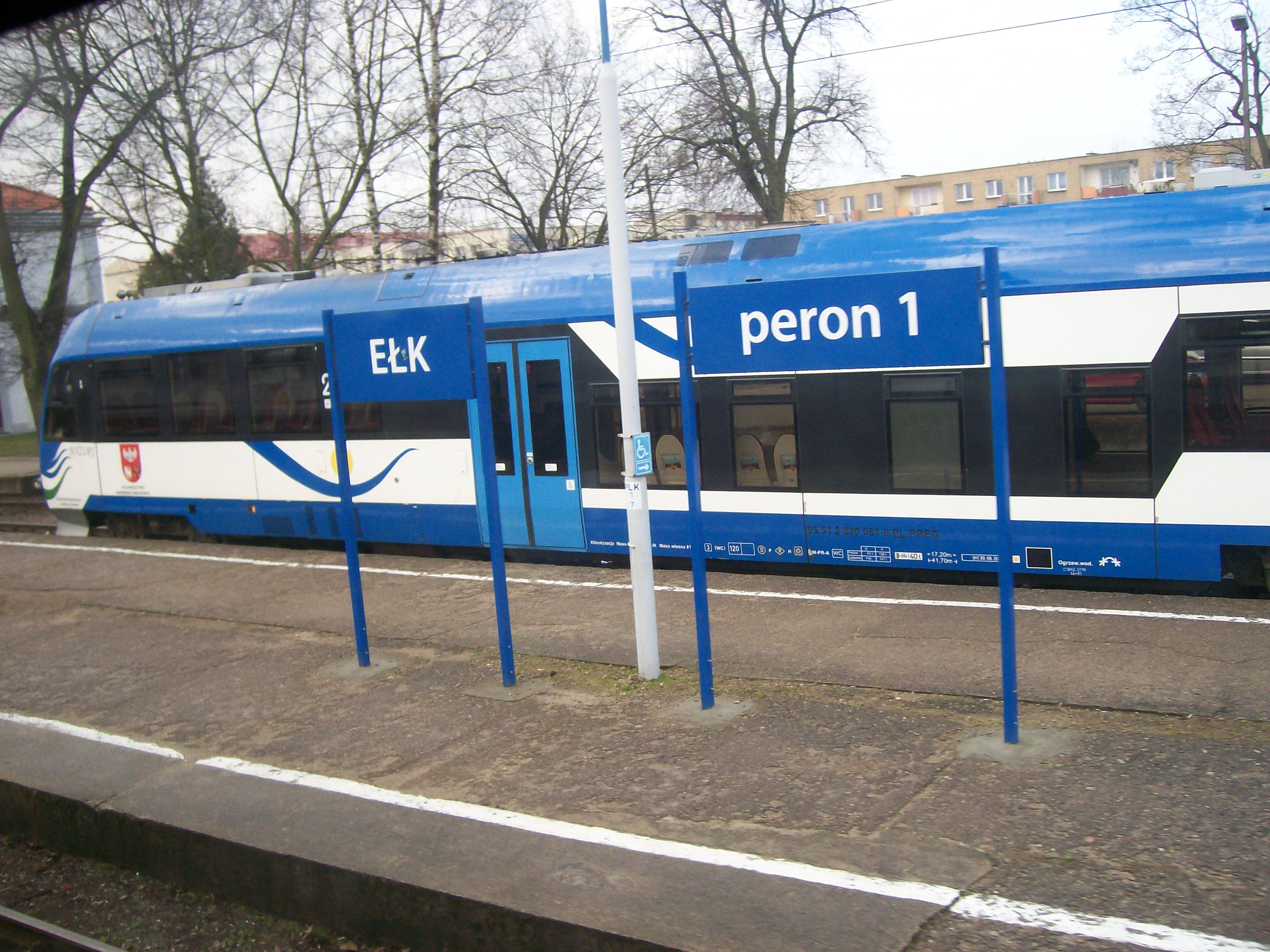
Fragment peronu 1, widoczny szynobus Przewozów Regionalnych w malowaniu województwa warmińsko-mazurskiego
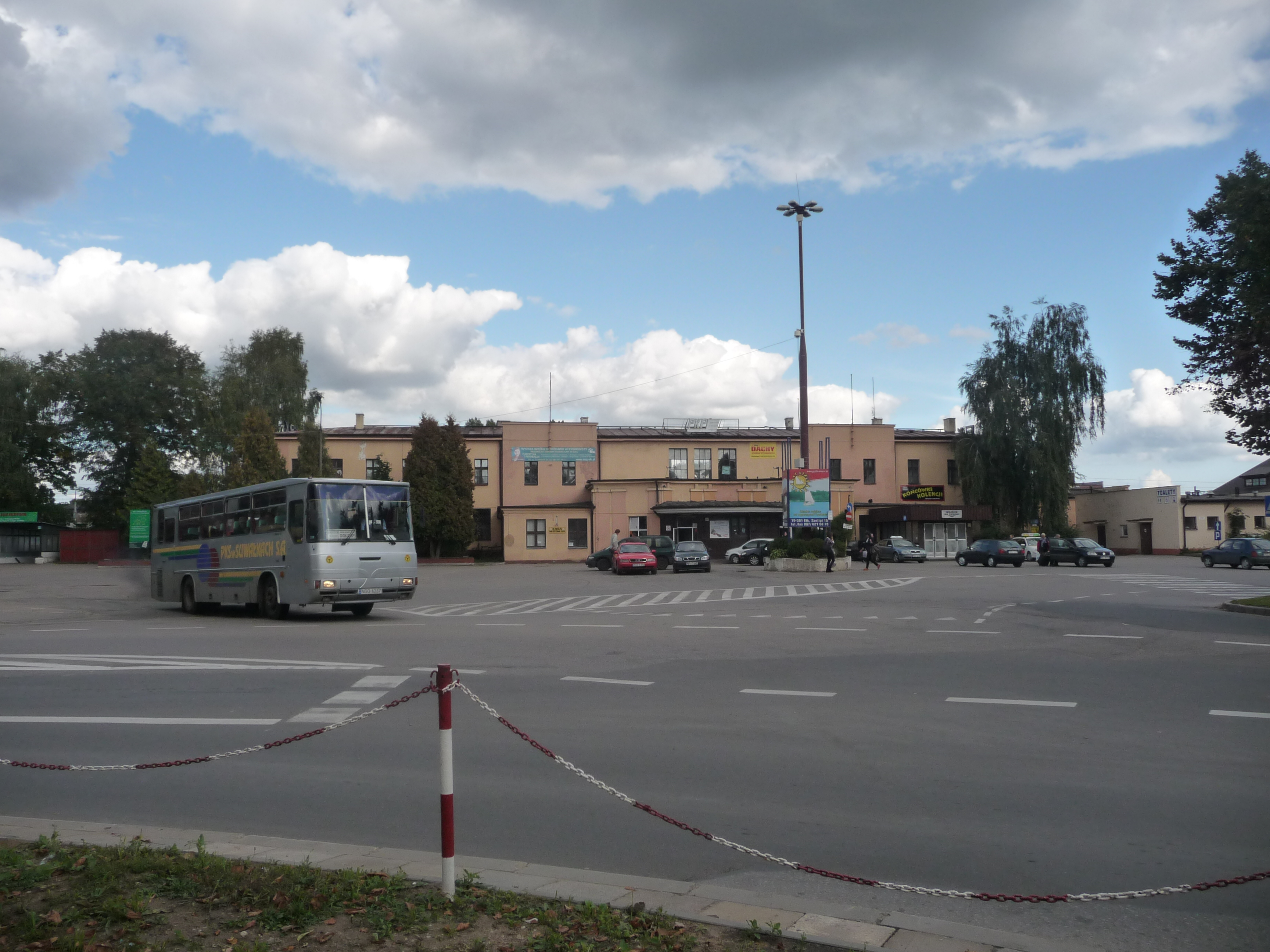
Dworzec kolejowy PKP oraz dworzec autobusowy PKS przed modernizacją